# São Miguel de Oriz
A Freguesia de São Miguel de Oriz foi uma freguesia portuguesa do Município de Vila Verde, com 2,44 km² de área e 235 habitantes (2011). Densidade: 96,3 hab/km².
A Freguesia de São Miguel de Oriz foi extinta (agregada) em 2013, no âmbito de uma reforma administrativa nacional, para, em conjunto com Santa Marinha de Oriz, formar uma nova freguesia denominada União das Freguesias de Oriz (Santa Marinha) e Oriz (São Miguel).

## População
| População da freguesia de Oriz (São Miguel) | População da freguesia de Oriz (São Miguel) | População da freguesia de Oriz (São Miguel) | População da freguesia de Oriz (São Miguel) | População da freguesia de Oriz (São Miguel) | População da freguesia de Oriz (São Miguel) | População da freguesia de Oriz (São Miguel) | População da freguesia de Oriz (São Miguel) | População da freguesia de Oriz (São Miguel) | População da freguesia de Oriz (São Miguel) | População da freguesia de Oriz (São Miguel) | População da freguesia de Oriz (São Miguel) | População da freguesia de Oriz (São Miguel) | População da freguesia de Oriz (São Miguel) | População da freguesia de Oriz (São Miguel) |
| ------------------------------------------- | ------------------------------------------- | ------------------------------------------- | ------------------------------------------- | ------------------------------------------- | ------------------------------------------- | ------------------------------------------- | ------------------------------------------- | ------------------------------------------- | ------------------------------------------- | ------------------------------------------- | ------------------------------------------- | ------------------------------------------- | ------------------------------------------- | ------------------------------------------- |
| 1864                                        | 1878                                        | 1890                                        | 1900                                        | 1911                                        | 1920                                        | 1930                                        | 1940                                        | 1950                                        | 1960                                        | 1970                                        | 1981                                        | 1991                                        | 2001                                        | 2011                                        |
| 335                                         | 312                                         | 344                                         | 349                                         | 329                                         | 329                                         | 342                                         | 346                                         | 392                                         | 373                                         | 328                                         | 288                                         | 273                                         | 267                                         | 235                                         |

## História
Pertenceu ao concelho de Pico de Regalados e quando este foi extinto, por decreto de 24 de Outubro de 1855, passou para o concelho (atual município) de Vila Verde.

## Lugares
Lugares da Freguesia de São Miguel de Oriz:
- Boi Morto
- Igreja
- Gramosa
- Mazagão
- Pedreira
- Portela
- Rego
- Residência